# Gedai István
Gedai István (Szentmártonkáta, 1934. szeptember 17. –) magyar régész, numizmatikus, muzeológus. A történelemtudományok kandidátusa (1972).

## Életpályája
1953–1957 között az ELTE BTK muzeológia szakán tanult. Egyetemistaként aktívan részt vett az 1956-os forradalom eseményeiben, ezért 1957–1958 között börtönben volt. 1958–1963 között több gyárban, építővállalatnál dolgozott. 1963-ban László Gyula segítségével befejezte az egyetemet, 1964-ben doktorált. 1963-ban az Elnöki Tanács kegyelemben részesítette. 1966–1999 között a Magyar Nemzeti Múzeum munkatársa volt. 1968 óta az ELTE BTK külső előadója. 1970–1980 között a Magyar Numizmatikai Társulat főtitkára, 1980–1988 között elnöke volt, 1995-től tiszteletbeli elnöke. 1973–1990 között a Magyar Tudományos Akadémia numizmatikai albizottságának titkára, majd a Régészeti Bizottság, a Magyar-Orosz Történész Vegyesbizottság tagja volt. 1975–1991 között a Numismatic Literature magyar szerkesztője és a Magyar Nemzeti Múzeum Éremtárának osztályvezetője volt. 1990–1993 között a Magyar Nemzeti Múzeum főigazgató-helyettese, 1993–1999 között főigazgatója volt. 1979–1991 között az UNESCO Nemzetközi Numizmatikai Bizottságának alelnöke volt, 1991-től tiszteletbeli tagja. 1985-től címzetes egyetemi docens. 1988–1990 között az Országos Múzeumi Tanács főtitkára volt. 1999-ben nyugdíjba vonult. 2000-től a Nemzeti Kegyeleti Bizottság elnökhelyettese. 2001-ig a Politikai Foglyok Országos Szövetségének (POFOSZ) alelnöke volt. 2013–2014 között az Ásatási Bizottság elnöke volt.
Kutatási területe a középkori numizmatika.

## Családja
Szülei: Gedai István és Rada Etel voltak. 1959-ben házasságot kötött Németh Erzsébet Edittel. Egy fiuk született: Csaba (1968).

## Művei
- A kiskunfélegyházi X. századi sírlelet érmei (1972)
- Történelmünk pénzeken (1975)
- Tinó helyett ezüstpénz (1982)
- A magyar pénzverés kezdete (1986)
- Magyar uralkodók pénzeiken (1991)
- Akarsz mesélő pénzeket gyűjteni? (1994)
- Szent István aranypénzverése (1999)
- Keresztény értékrend és a nemzet múzeuma. Gedai Istvánnal beszélget Dvorszky Hedvig; Kairosz, Bp., 2011 (Magyarnak lenni)

## Díjai
- Kuzsinszky Bálint-emlékérem (1974)
- Réthy László-érem (1979)
- Móra Ferenc-emlékérem (1986)
- Széchényi Ferenc-emlékérem (2000)
- A Magyar Érdemrend középkeresztje (2014)